# STAR Channel (Nederland)

Voormalig logo van Fox (tot 31 oktober 2023)

STAR Channel (tot en met 31 oktober 2023 Fox) is een Nederlands commercieel televisiekanaal. Op 19 augustus 2013 werd de zender gelanceerd door Eredivisie Media & Marketing CV, waar The Walt Disney Company sinds maart 2019 eigenaar van is. STAR Channel is te zien op kanaal 11 bij Ziggo, kanaal 16 bij KPN en ook kanaal 16 bij Odido.

## Geschiedenis
Op 19 augustus 2013 werd de zender onder de naam Fox gelanceerd door Eredivisie Media & Marketing CV, waar Fox International Channels Benelux (onderdeel van 21st Century Fox) 51% van in handen had. Eerder bestond er al van 1998 tot 2001 een gelijknamige zender. Er werden op de nieuwe zender opnieuw series en films uitgezonden, maar een ander belangrijk element was de sport. De zender was een open kanaal dat de betaalzenders Fox Sports Eredivisie en Fox Sports International moest promoten. De zender werd door zichzelf volledig met hoofdletters geschreven, dus als FOX. Korte samenvattingen werden op het open kanaal uitgezonden. Verder kwam er een talkshow op vrijdag (Fox Voetbal), gepresenteerd door Toine van Peperstraten met exclusieve analyses van Jan van Halst. Wessel van Diepen was toentertijd de voice-over van het station.
In augustus 2015 verloor Fox tijdelijk de uitzendrechten van de Johan Cruijff Schaal en de KNVB Beker voor het open kanaal, waardoor de zender drie jaar lang alleen films en series ging uitzenden. In augustus 2018 keerden de uitzendrechten van de Johan Cruijf Schaal en de TOTO KNVB Beker weer terug. Fox kreeg ook tijdelijk de uitzendrechten van de Keuken Kampioen Divisie. Hierdoor werd de zender opnieuw een open kanaal waar de betaalzenders van Fox Sports Eredivisie gepromoot moest worden. Fox zond vanaf 17 augustus 2018 elke maandag en vrijdag tussen 18.00 en 02.00 uur sportprogramma's uit van Fox Sports met daarbij een schakelprogramma en samenvattingen op vrijdag en één live wedstrijd en samenvattingen op maandag van de Keuken Kampioen Divisie (de sportprogrammering vond alleen plaats als er live wedstrijden zijn op een betreffende dag). Op de overige momenten hanteerde Fox de vertrouwde serieprogrammering. Vanaf 9 augustus 2019 wijzigden de uitzendrechten van de Keuken Kampioen Divisie. Er werd één volledige livewedstrijd uitgezonden en de sportprogrammering was alleen op vrijdag tussen 19.00 en 23.00 uur. Het schakelprogramma, de samenvattingen op vrijdag en een livewedstrijd op maandag gingen naar Fox Sports 1. Anno 2023 zendt de zender voornamelijk series en films uit, in combinatie met de KNVB Beker wedstrijden.
In maart 2019 werd 21st Century Fox overgenomen door The Walt Disney Company. Hierdoor kwam ook het controlerend belang in het Nederlandse Fox in handen van The Walt Disney Company. Vanaf 1 november 2023 ging Fox verder onder de naam STAR Channel.

## Programma's
| Huidig: - American Pickers - Below Deck - Chicago Med - Chicago P.D. - Chucky - Diggstown - DOC - Nelle Tue Mani - Evil - Flip This House - From - Grey's Anatomy - Hawaii Five-0 - Hudson & Rex - La Fortuna - Make You Laugh Out Loud - Marrying Millions - Million Dollar Listing Los Angeles - NCIS: New Orleans - Ninja Warrior UK - Shark Tank - The Equalizer - The Night Shift - The Simpsons - The Walking Dead: Daryl Dixon - 9-1-1 | Voormalig: - American Horror Story - Atlanta - BH90210 - Bones - Boston Legal - Chicago Fire - Clarice - Da Vinci's Demons - Deep State - Empire - Frasier - Geordie Hospital - Hot Yachts - House - Kampioen van Nederland (1999) - Law & Order: Organized Crime - Legion - Let's Go Viral - Michael J. Fox Show - Nashville - Quantico - Queen of the South - Raising Hope - Resident Alien - Robyn Hood - Spitsbroers - The Bridge - The Flash - The Gifted - The Goldbergs - The Goodship Murder - The Hotel People - The Irrational - The Incredible Dr. Pol - The Life We Lead - The Mentalist - The Middle - The Net - The New Adventures of Old Christine - The Walking Dead - The Resident - The X-Files - 'Til Death - Touch - Transplant - UFC - Vermist - War of the Worlds - Will & Grace - Wings - 9.1.1 Lone Star | Huidig: - Johan Cruijff Schaal (2014, 2018-2019 en 2021-heden) - Keuken Kampioen Divisie (2018-2020 en 2024-heden) - TOTO KNVB Beker (2013-2015 en 2018-heden) Voormalig: - Club TV (van De Grote Drie) (2018) - De Mooiste Goals van de Week (2019) - Dit was het Weekend (2018-2019) - FOX Sport Centraal (2013-2014) - Fox Sports DOC (2018-2020) - Fox Sports Vandaag (2018-2019) - Fox Voetbal (2013-2014) - Natafelen (2018-2019) - Samenvatting De Eretribune (2018) - Samenvatting De Tafel van Kees (2018) - Teamgenoten (2018-2019) - Voetbal Viral (2018-2019) |